# Granarolo
Granarolo is een plaats (frazione) in de Italiaanse gemeente Faenza.